# Eisenfunk
Eisenfunk est un groupe de musique électronique allemand.

## Histoire
Au début ce n'est qu'un simple projet solo de Michael Mayer qui débute en 2006. Fin 2006 sort le tout premier EP Funkferngesteuert littéralement Radioguidé posté sur Internet. Mais c'est fin 2006 début 2007 que Arthur Stauder et Toni Schulz sont ajoutés au projet pour qu'il se transforme en groupe, et c'est en 2007 que l'album Eisenfunk débute sous le nom du sous-label Biohazzard Records, le label de scène du musicien et producteur de dance macabre Bruno Kramm.
En 2008 vient l'EP 300 qui atteint le top dix des charts de la musique en Allemagne, puis en 2010 le deuxième album 8 Bit, et ensuite l'album Pentafunk.
L'album Pentafunk, sorti un an plus tard pour le cinquième anniversaire du groupe, n'obtient que des notes moyennes. Après 8 ans d'existence, la dissolution du groupe est annoncée en 2014. Le 17 mai 2014, le dernier concert officiel du groupe a lieu à Ingolstadt
Après presque 10 ans, le groupe publie une vidéo sur sa chaîne YouTube le 6 juillet 2024, annonçant un retour avec la sortie d'un nouvel album la même année. 

## Discographie
- 2006 : Funkferngesteuert (EP)
- 2007 : Eisenfunk (album)
- 2008 : 300 (EP)
- 2009 : Schmerzfrequenz
- 2010 : 8 Bit (album)
- 2011 : Pentafunk (album)